# Oblo Brdo (Andrijevica)
Pour les articles homonymes, voir Oblo Brdo.
Oblo Brdo (en serbe cyrillique : Обло Брдо) est un village du nord-est du Monténégro, dans la municipalité d'Andrijevica.

## Démographie

### Évolution historique de la population
| 1948 | 1953 | 1961 | 1971 | 1981 | 1991 | 2003 |
| ---- | ---- | ---- | ---- | ---- | ---- | ---- |
| 216  | 292  | 235  | 205  | 173  | 138  | 69   |